# S.O.S.バンド
S.O.S.バンド（The S.O.S. Band、「S.O.S.」は「Sounds of Success」の略）は、1980年代後半に人気となったアメリカ・アトランタ出身のR&B、エレクトロ・ファンク・グループ。
シングル「テイク・ユア・タイム」が、日本のディスコで大ヒットし、本国アメリカを除く世界に先駆けて人気が出た。
母体は、1977年に結成された「サウンズ・オブ・サンタモニカ (Sounds of Santa Monica)」というグループ。カリフォルニア州サンタモニカでのコンサートが好評だったことから命名された。アトランタのナイトクラブ「リーガルルーム」で演奏していた。
サード・アルバムから、ジャム&ルイスが曲づくりを担当している。
6枚目までのアルバムに参加しているボーカルのメアリー・デイヴィスは、1986年後半に脱退し、ソロに転身している。

## 略歴
1977年にジョージア州アトランタにて、キーボード奏者でボーカリストのジェイソン・ブライアント、サックス奏者のビリー・エリスとウィリー・"ソニー"・キルブリュー、ギタリストのブルーノ・スペイト、ベーシストのジョン・アレクサンダー・シンプソン、ドラマーのジェームス・アール・ジョーンズIII、リードボーカルのメアリー・デイヴィスがバンドを結成した。もともとアトランタのナイトクラブ、リーガルルームで演奏した「サウンズ・オブ・サンタモニカ」というグループであった。
彼らのマネージャー（バニー・ジャクソン＝ランサム）は、タブー・レコード (Tabu Records)の責任者であるクラレンス・アヴァントにデモ音源を送った。タブーとバンドを契約させた後、アヴァントはバンドがソングライターで音楽プロデューサーのシジディ・アブドゥラと協力することを提案した。アブドゥラは、アトランタを拠点とするバンドが自分たちをサンタモニカと名付けた理由に興味を持っていた。キーボード奏者のジェイソン・ブライアントは、バンドがカリフォルニア州サンタモニカで楽しいコンサートを行ったためだと答えた。その後、アブドゥラは「Sounds of Success」の略である「S.O.S.」を伴うS.O.S.バンドという新しいバンド名を授けた。
アブドゥラは「テイク・ユア・タイム」をプロデュースし、共同で作曲した。これはプラチナ売上となった。この曲は、1980年春にビルボードのR&Bチャート1位で5週間もとどまり、ポップ・チャートでも3位にまで達した。彼らの名を冠したデビュー・アルバム『S.O.S.』（邦題『テイク・ユア・タイム』）は、ゴールドディスクとなり、80万枚以上を売り上げ、3週間にわたってR&Bチャートの2位を維持した。バンドがワールド・ツアーを行っている間に、トランペット奏者でボーカリストにしてパーカッショニストのアブドゥル・ラウフが加わった。彼らのセカンド・アルバム『ドゥ・イット・ナウ』は、1981年夏にR&Bチャートの30位となった。
バンドのサード・アルバム『3』では、音楽プロデューサーのレオン・シルヴァーズIIIと、作曲チームのジャム&ルイスの協力を得た。彼らのブレイク・シングルとなった「High Hopes」は1982年秋にR&Bチャートの25位をヒットし、アルバムは1982年後半にR&Bチャート27位となった。
ジャム&ルイスは4枚目のアルバム『ライズ』のプロデュースを引き継ぎ、ヒット曲「気分はジャスト・フィット (Just Be Good to Me)」（後に『グランド・セフト・オートIV』のゲーム内ラジオ「The Vibe 98.8」で取り上げられる曲）で2位、そしてビートボックス・バラード「Tell Me If You Still Care」で5位という結果を出した。『ライズ』は2度目のゴールド・アルバムになり、1983年夏にR&Bチャート7位を記録した。
「魔法の公式」は引き続き機能し、アルバム『ジャスト・ザ・ウェイ・ユー・ライク・イット』（R&Bチャート6位のシングル「ジャスト・ザ・ウェイ・ユー・ライク・イット」を含む）は、1984年秋にR&Bチャート6位となり、アルバム『サンズ・オブ・タイム』（R&Bチャート2位のシングル「ファイネスト」を含む）は、1986年春にゴールドディスクとなり、R&Bチャート4位のヒットとなった。これらのリリースの多くは、初期にリリースされたサウンドと同様に、ローランド・TR-808・ドラムマシンの今ではクラシックなサウンドを普及させるために役立った。
1986年後半、ボーカリストのメアリー・デイヴィスがソロ・キャリアを追求するためS.O.S.バンドを脱退した。1987年、バンドは「It's Time To Move」という曲を、映画『ポリスアカデミー4 市民パトロール』のサウンドトラックに提供している。バンドは1989年に7枚目のアルバムをリリースした。その『ダイアモンド・イン・ザ・ロウ』のリードボーカルは、チャンドラ・カレリーとフレディ・グレースが務め、3組の音楽プロデューサー陣（カーティス・ウィリアムズ、エバン・ケリー&ジミ・ランドルフ、ジェイソン・ブライアント、シジディ）が起用された。創設メンバーの一人でもあるサックス奏者のビリー・エリスは『ダイアモンド・イン・ザ・ロウ』のレコーディング中に亡くなっている。アルバムはR&Bチャートで43位に達した。
リードボーカルをチャンドラ・カレリーが担当し、カーティス・ウィリアムズがプロデュースした『ワン・オブ・メニイ・ナイツ』が1991年に発表された。本作はチャート入りに失敗している。
1994年8月、元リードボーカルのメアリー・デイヴィスがアブドゥル・ラウフと再結成を果たし、コメディアンのシンバッドによるHBOコンサート・スペシャルや、1999年10月5日に行われたライノのさまざまなアーティストによる「United We Funk」に登場して、以前と同様にファンキーなS.O.S.サウンドによる新しいバンドを再構築した。

## ディスコグラフィ

### スタジオ・アルバム
- 『テイク・ユア・タイム』 - S.O.S. (1980年、Tabu/Epic)
- 『ドゥ・イット・ナウ』 - Too (1981年、Tabu/Epic)
- 『3』 - III (1982年、Tabu/Epic)
- 『ライズ』 - On the Rise (1983年、Tabu/Epic)
- 『ジャスト・ザ・ウェイ・ユー・ライク・イット』 - Just the Way You Like It (1984年、Tabu/Epic)
- 『サンズ・オブ・タイム』 - Sands of Time (1986年、Tabu/Epic)
- 『ダイアモンド・イン・ザ・ロウ』 - Diamonds in the Raw (1989年、Tabu/Epic)
- 『ワン・オブ・メニイ・ナイツ』 - One of Many Nights (1991年、Tabu/A&M)

### コンピレーション・アルバム
- The 12" Tape (Five 12" Mixes On One Cassette) (1986年)
- 『1980-1987 THE HIT MIXES』 - 1980–1987: The Hit Mixes (1987年)
- In One Go (1989年)
- The Very Best Of (1980–1990: A Decade of Dance Hits) (1990年)
- 『ベスト・オブ・S.O.S.バンド』 - The Best of the S.O.S. Band (1995年)
- Greatest Hits (2004年)
- 『アイコン〜ベスト・オブ・SOS・バンド』 - Icon (2011年)
- Very Best Of (2013年)
- The Tabu Anthology (2014年)
- Greatest (2015年)
- 『コンプリート・シングル・コレクション』 - Complete Single Collection (2015年)
- 『ゴールデン☆ベスト』 - Golden☆Best (2015年)

### シングル
- 「テイク・ユア・タイム」 - "Take Your Time (Do It Right)" (1980年)
- "S.O.S. (Dit Dit Dit Dash Dash Dash Dit Dit Dit)" (1980年)
- "What's Wrong with Our Love Affair?" (1981年)
- 「ドゥ・イット・ナウ」 - "Do It Now" (1981年)
- "You" (1981年)
- "High Hopes" (1982年)
- 「ルッキン・フォー・ユー」 - "Looking For You" (1982年)
- "Have It Your Way" (1983年)
- "Groovin' (That's What We're Doin')" (1983年)
- 「気分はジャスト・フィット」 - "Just Be Good to Me" (1983年)
- "Tell Me If You Still Care" (1983年)
- "For Your Love" (1984年)
- 「ジャスト・ザ・ウェイ・ユー・ライク・イット」 - "Just the Way You Like It" (1984年)
- "No One's Gonna Love You" (1984年)
- "Weekend Girl" (1985年)
- "Break Up" (1985年)
- 「ファイネスト」 - "The Finest" (1986年)
- "Borrowed Love" (1986年)
- "Even When You Sleep" (1986年)
- "No Lies" (1986年)
- "The Official Bootleg Mega-Mix" (1988年)
- "I'm Still Missing Your Love" (1989年)
- "Secret Wish" (1990年)
- "Do You Love Me?" (1990年)
- "Sometimes I Wonder" (1991年)
- "Broken Promises" (1991年)
- "Just Get Ready" (2017年)

## 来日公演
- 1987年4月 渋谷ライヴイン（初来日）
- 1989年7月 MZA有明ガディル
- 1990年 1994-1995年頃 日比谷 ファンクフェスティヴァル
- 2006年11月22日 - 11月25日 コットンクラブ
- 2008年9月27日 - 9月30日 コットンクラブ